# Dmitro Kremin
Dmitro Dmitrovich Kremin (en ucraniano: Дмитро Дмитрович Кремінь; Sujá, 21 de agosto de 1953 - Mikolaiv, 25 de mayo de 2019) fue un poeta, periodista, traductor y académico ucraniano. Kremin fue uno de los galardonados con el Premio Nacional Tarás Shevchenko en 1999, por el libro de poemas titulado Pectoral.

## Biografía
Dmitro Kremin nació el 21 de agosto de 1953 en el pueblo de Sujá, en el raión de Just del óblast de Transcarpacia. Se licenció en Filología por la Universidad Nacional de Úzhgorod en 1975. Tras licenciarse, fue a trabajar al asentamiento urbano de Kazanka, en el óblast de Mikolaiv, como profesor de Lengua y Literatura Rusas, y después de Lengua y Literatura Ucranianas. Más tarde, trabajó para el periódico del distrito de Kazanka.
En 1979, Kremin se trasladó con su esposa Olha y su hijo Tarás, de un año, a la ciudad de Mikolaiv, que se convirtió en un segundo hogar para el poeta. Allí ocupó un puesto de profesor en el Departamento de Literatura Ucraniana del Instituto Pedagógico Nacional V.G.Belinskii de Mikolaiv (1979-1981). En esta época, fue director del Estudio Literario Regional Dzherela ("Fuentes"). De 1981 a 1990 fue uno de los jefes de departamento del mayor periódico juvenil de la región, Leninske Plemia ("Los jóvenes seguidores de Lenin"). De 1991 a 2008, fue redactor adjunto al redactor jefe y jefe del departamento de Cultura y Espiritualidad del periódico Ridne Prybuzhzhia ("Prybuzhzhia nativa"), el principal periódico del gobierno regional de Mikolaiv. Desde 2010 hasta la actualidad ha sido director de la sección de Mikolaiv de la Unión Nacional de Escritores de Ucrania y redactor jefe de la revista Soborna Vulytsia ("Calle de la Catedral").
Kremin debutó en la poesía en sus años de estudiante en las páginas de la revista literaria Vitryla ("Velas") en 1970-1971. Más tarde, publicó en la revista Ranok ("Mañana") y en la prensa del Komsomol de Zakárpatos, participó activamente en los trabajos de un grupo literario de la sección de Zakárpatos de la Unión Nacional de Escritores de Ucrania, formó parte del comité de redacción de este grupo como redactor en el departamento de publicaciones poéticas y mantuvo contactos y amistad con conocidas figuras de la literatura transcarpática que fueron fundamentales en la vida artística de la región: Petró Skunts, Iván Chendei y Felix Kryvin. En aquella época, Dmytro Kremin conocía a Vasil Gusti, que le introdujo en los círculos de poetas de la Universidad, y a Mikola Matola, Iván Petrovtsii, Petró Keshelia, Yosip Kleiman, V. Demidov, A. Stepanian, Y. Zhelitski y G. Fodor.
Kremin es titular del título honorífico de Trabajador de Honor de las Artes de Ucrania (2016), miembro de la Unión Nacional de Escritores de Ucrania (1979), miembro de la Asociación de Escritores Ucranianos (1997), miembro de la Asociación de Profesionales del Arte Pop de Ucrania (1999), redactor jefe de la revista literaria Soborna Vulytsia ("Calle de la Catedral").
Era el padre de Tarás Kremin, expolítico ucraniano del gobierno regional de Mikolaiv y actual diputado popular de Ucrania en la Rada Suprema.

## Años de resistencia
Posteriormente, el activismo artístico se vio restringido durante la era de Brézhnev. Cuando el gobierno de la época llevó a Zakarpattia su búsqueda de personas críticas con el régimen soviético, Ivan Chendei fue objeto de burlas y acoso por su libro Bereznevyi Snih ("La nieve de marzo") y su ingenioso guion cinematográfico para Tini Zabutyh Predkiv ("La sombra de nuestros antepasados olvidados"), del director de cine Serhii Parajanov. Petró Skunts fue criticado por su poema Rozpiattia ("Crucifixión"). Se canceló la publicación de nuevos libros de Mikola Matola. Se destruyeron todos los ejemplares impresos de la novela de Felix Kryvin Podrazhanie Teatru ("Imitación del teatro").
Según Dmytro Kremin, las detenciones de miembros de la intelectualidad fueron intencionadas y selectivas; sin embargo, la juventud radical permaneció impertérrita. El aprecio de Kremin por la "volnytsia" ("libertad") estudiantil, sus viajes a Leópolis con Iván Chendei, sus amistades con Gryhorii Chubai, Mikola Riabchuk, Oleh Lisheha, Víktor Morozov, Volodímir Ivasiuk y Roman Bezpalkiv... todo esto posicionó a Kremin para la resistencia contra el sistema político. Cuando Kremin y Mikola Matola fundaron su propia imprenta, utilizaron una vieja máquina de escribir para mecanografiar los números de su revista literaria Skrynia ("Pecho") y, más tarde, una serie de libros de bolsillo.
Fue en este período cuando las copias de Skyrnia llegaron a manos de los departamentos punitivos del gobierno. Como resultado, el gobierno presentó cargos penales tanto contra Kremin como contra Matola, y comenzó la represión gubernamental contra Kremin.
A principios de 1974, cuando el primer libro de Kremin estaba a punto de publicarse, y entre otros textos se incluían las piezas de estilo sinfónico "Jardín", "Zona paranoica 'A'", "Danza del fuego viajero", "Los caballos de Adán" y el poema "Memorándum de Gershtein", el jefe del Estudio Literario de la Universidad Yuri Hoyda y docente de la universidad organizó para el estudiante Kremin una forma de crítica popular en la época llamada "informe creativo" en una reunión especial del Estudio. El resultado fue que las obras de Dmitro Kremin fueron puestas bajo el "microscopio" de la crítica, y Kremin fue acusado de pensamiento libre, de no ser claro, de no entender el uso de la imaginería, etc.
Posteriormente, la policía amenazó a Dmitro Kremin con expulsarlo de la universidad. Kremin fue salvado por Dmitro Chepur, presidente de la universidad. Chepur admitió que las fuentes de Kremin para su "incomprensible escritura" eran en realidad las letras poéticas de los eminentes poetas ucranianos Tarás Shevchenko, Bohdan Ihor Antonich y Pavló Tichina, figuras poéticas que Kremin admiraba y consideraba sus maestros literarios.

## Libros de poesía
- Travneva Arka ("Arco de mayo") 1978.[10]
- Pivdenne Siayvo ("Esplendor del Sur") 1982.[11]
- Tanok Vohniu ("Danza de fuego") 1983.[12]
- Burshtynovyi Zhuravel ('Una grulla de ámbar') 1987.[13]
- Shliah po Zoriah ("Camino bajo las estrellas") 1990.[14]
- Skifske Zoloto: poezii ("Oro escita: poemas") 1996.[15]
- Pektoral ("Pectoral") 1997.[16]
- Elehiya Troianskoho Vyna ("Elegía para el vino de Troya") 2001.[17]
- Litopys: Vybrane ("Crónica: Poemas selectos") 2003.[18]
- Atlantyda Pid Verboiu: Vybrani Poeziyi ("Atlántida bajo el sauce: Poemas selectos") 2003.[19]
- Synopsys ("Sinopsis") 2005.[20]
- Poliuvannia na Dykoho Vepra (La caza del jabalí") 2006.[21]
- Litnii Chas ("Summertime") 2007.[22]
- Vybrani Tvory ("Obras escogidas") 2007.[23]
- Lampada nad Syniukhoiu ("Una vela sobre Syniuha" en coautoría con Andrii Antoniuk, el Artista del Pueblo de Ucrania) 2007.[24]
- Skifske Zoloto ("Oro escita") 2008.[25]
- Dva Bereha ("Dos orillas") 2008.[26]
- Zamurovana Muzyka ("Música amurallada") 2011.[27]
- Medovyi Misiats u Karfaheni ("Luna de miel en Cartago") 2013.[28]
- Lito Hospodnie (El año del Señor") 2016.[29]
- Skrypka z Toho Bereha ("Un violín en la otra orilla") 2016.[30]
- Sliozy Suhoho Fontanu ("Lágrimas de la fuente seca") 2016.[31]

## Traducción de obras
Traducciones de Dmitro Kremin al ucraniano:
- Del ruso, la poesía de Borys Pasternak, Andrii Voznesenskii, Eugen Evtushenko, A. Chernov, L. Hryhorieva, Volodymyr Puchkov, Tamara Hordiyenko.
- Del georgiano, la poesía de Lasha Nadareishvili, M. Tsyklauri, Shota Nishnianidze, Nikoloz Baratishvili, M. Jetaguri.
- Del osetio, la poesía de S. Mindiashvili, V. Ikayev, N. Bakati.
- Del alemán, la poesía de Heinrich Heine, Johann Wolfgang Goethe.
- Del polaco, la poesía de Zbigniew Herbert, Yezhy Herasymovych, Tadeusz Różewicz, Leopold Staff, Julian Przyboś, Konstanty Ildefons Gałczyński.
- Del eslovaco, la poesía de L'ubomir Feldek, Jan Kostra, Emil Boleslav Lukáč.

Poemas de Dmitro Kremin traducidos del ucraniano:
- Al ruso por Oleksandr Pavlov, Volodymyr Puchkov, Emil Yanvariov
- Al inglés por Svitlana Ischenko, Russell Thornton, S. Lavochkina
- A latín por R. Chylachava, I. Auzin
- Al eslovaco por Valeria Yurychkova
- Al chino por Zhang Zhizhun

Colecciones de traducciones de la poesía de Dmitro Kremin:
- 'Tránsito Olviyskii ("Un tránsito olbiano", 2006) - traducciones al ruso de Oleksandr Pavlov.[32]
- Dva Berehy ("Dos orillas", 2007) -- un libro trilingüe: traducciones al ruso por Volodymyr Puchkov, traducciones al inglés de Svitlana Ischenko y Russell Thornton. Este libro recibió el Premio Internacional Arsenii y Andrii Tarkovskii en 2010.[33]
- Osinni Yafyny ("Arándanos de otoño", número 17, 2011) de la serie de libros Mizh Karpatamy i Tatramy ("Entre los Cárpatos y los Tatry") traducción al eslovaco de Valeria Yurychkova.[34]
- Poems From the Scythian Wild Field (publicado en Canadá por Ekstasis Editions, 2016): una selección de la poesía de Dmitro Kremin traducida al inglés por Svetlana Ischenko y Russell Thornton.[35]

## Poesía y periodismo
Las obras de Kremin se han publicado en numerosas revistas literarias de prestigio, como Vitchyzna ("Madre Patria"), Kyiv, Suchasnist ("Tiempos Modernos"), Kurier Kryvbasu ("Correo de Kryvbas"), Dzvin ("Timbre") Muzeinyi Provulok ("El callejón del museo"), Ukraine ("Ucrania"), Vezha ("Torre"), More ("El mar"), Druzhba Narodiv ("Amistad de las naciones"), Sobornist ("Unión de los espíritus"), London Magazine, Prism International, Hayden's Ferry Review', The Malahat Review, Eclectica, y en numerosos periódicos, sitios web de Internet y revistas electrónicas.
Algunos de los ensayos de Kremin han recibido atención nacional: Tayemnytsia Sarkofaha ("El misterio de un sarcófago"), Kozak Mamai u Suzirri Mankurta ("El cosaco Mamai en la constelación de Mankrut"), Kudy Orel Nese Delfina ("Donde un águila lleva a un delfín"), Tryzubom po Dvohlavomu Gorobtsiu ("Con un tridente para un gorrión de dos cabezas"), Planeta pid Verboiu ("Un planeta bajo un sauce") y otros, publicados entre los años ochenta y noventa. Sus retratos literarios de famosos personajes contemporáneos han ganado especial popularidad: entre ellos se incluyen obras sobre los artistas plásticos Andri Antoniuk, Volodímir Bajtov, Iván Bulavitski, Anatoli Zavhorodni, Mijailo Ozerni y Mijailo Riasnianski; el actor Vasil Burdik; el director de escena Oleh Ihnatiev; los poetas Petró Skunts, Iván Chendei y otros.
El ensayo de Kremin Pischanyi Hodynnyk Ukrainy ("Un reloj de arena de Ucrania") en colaboración con su hijo Taras Kremin ha sido publicado por la editorial salomónica Red Zirka en 2011.

## Premios
- Premio Nacional de Literatura de Ucrania Vasil Chumak (1987).
- Premio Cultural Mikola Arkas (1994).
- Premio Nacional de Literatura Tarás Shevchenko (1999).
- Nominación al Ciudadano del Año de las Artes (Mikolaiv, 1999).
- Diploma de la Rada Suprema de Ucrania (2010).
- Premio Nacional de Literatura Volodímir Svidzinski (2011)
- Premio Nacional de Literatura Zoreslav de Ucrania (2013).
- El Premio Nacional de Literatura de Ucrania Volodímir Sosiura  (2013).
- Premio Nacional de Literatura Leonid Visheslavski (2013).
- Premio Literario Internacional Iván Koshelivets (2014).
- Trabajador distinguido de las Artes de Ucrania (2016).